# Federação Mundial de Capoeira
Federação Mundial de Capoeira (World Capoeira Federation (WCF) nome original) é uma entidade representativa da Capoeira a nível mundial. Foi criada no 3°Fórum de Capoeira realizado em 18 de junho, 2011, em Baku, no Azerbaijão.  O autor da ideia é J. Huseyn. O objetivo era unir capoeira em única organização.
Finalmente Federação Mundial de Capoeira (WCF) foi criada em Outubro de 2011 em Tallinn, República da Estónia e passou inscrição estadual (código de registro:80334399. Data de registro 04 novembro, 2011).
A entidade organiza campeonatos mundiais e europeus, bem como torneios internacionais e workshops. Todos os grupos de capoeira podem participar nestes eventos.
Os maiores grupos de capoeira como “Muzenza“, “AXE Capoeira”, “Capoeira Berimba” e outros são membros da Federação Mundial de Capoeira (WCF).